# Богучанский район
Богуча́нский райо́н — административно-территориальная единица (район) и муниципальное образование (муниципальный район) в северо-восточной части Красноярского края России.
Административный центр — село Богучаны.

## География
Район расположен в северо-восточной части Красноярского края и относится к территориям приравненным к Крайнему Северу. С востока на запад территорию района пересекает река Ангара. С юга на север район протягивается на 280 км.
Площадь района — 54 000 км². По своим размерам занимает 5-е место в крае (после Эвенкийского, Таймырского, Туруханского и Енисейского). Общая площадь лесных земель района — 52,78 тыс. км², покрыто лесным массивом — 49 тыс. км².
Сопредельные территории:
- север: Эвенкийский район
- восток: Кежемский район
- юго-восток: Иркутская область
- юг: Абанский район
- юго-запад: Тасеевский район
- запад: Мотыгинский район,

## История
Богучанский район образован 4 июля 1924 года.
Районным центром является село Богучаны, основанное в 1642 году казаками. Ранее территорию района заселяли кочевые племена эвенков (тунгусов).
В своей книге «Малая родина» Г. Д. Шилько утверждает, что село Богучаны основано крестьянами-землепашцами и прочими русскими людьми из северо-западных областей России, искавших лучшей жизни, обосновывая это в том числе тем, что в Богучанах не сохранилось ни казацких обычаев, ни каких бы то ни было «культурных следов» казаков.
Пришедшие в Нижнее Приангарье люди получали столько земли, сколько могли осилить. Обыкновенно в России получали 15 десятин (приблизительно 16,5 гектара) на одну ревизскую душу (главу семьи). Отсюда и появились по берегам Ангары так называемые заимки — частные отдельные хозяйства на отшибе от общественных земель. Лес считался общим, и крестьяне имели право рубить столько, сколько было нужно на дрова и строительство. В этот период государство не вмешивалось в жизнь сибиряков. Ангарцы были освобождены от податей и воинской повинности.

## Население
| 1970    | 1979    | 1989    | 2002    | 2009    | 2010    | 2011    |
| ------- | ------- | ------- | ------- | ------- | ------- | ------- |
| 34 290  | ↗51 669 | ↗58 235 | ↘50 503 | ↘48 118 | ↘47 968 | ↘47 831 |
| 2012    | 2013    | 2014    | 2015    | 2016    | 2017    | 2018    |
| ↘47 492 | ↘46 684 | ↘46 022 | ↘45 527 | ↘45 373 | ↗45 544 | ↘45 525 |
| 2019    |         |         |         |         |         |         |
| ↘45 261 |         |         |         |         |         |         |

## Административное устройство
В рамках административно-территориального устройства район включает 18 административно-территориальных единиц — 18 сельсоветов.
В рамках муниципального устройства, в муниципальный район входят 18 муниципальных образований со статусом сельских поселений, а также 1 межселенная территория.:
| №         | Сельские поселения         | Административный центр   | Количество населённых пунктов | Население | Площадь, км2 |
| --------- | -------------------------- | ------------------------ | ----------------------------- | --------- | ------------ |
| 1         | Ангарский сельсовет        | посёлок Ангарский        | 1                             | 1996      | 151,5        |
| 2         | Артюгинский сельсовет      | посёлок Артюгино         | 2                             | 644       | 82,53        |
| 3         | Белякинский сельсовет      | посёлок Беляки           | 2                             | 235       | 163,54       |
| 4         | Богучанский сельсовет      | село Богучаны            | 2                             | 11 275    | 100,6        |
| 5         | Говорковский сельсовет     | посёлок Говорково        | 1                             | 678       | 160,93       |
| 6         | Красногорьевский сельсовет | посёлок Красногорьевский | 2                             | 3209      | 53,32        |
| 7         | Манзенский сельсовет       | посёлок Манзя            | 1                             | 1752      | 149,89       |
| 8         | Невонский сельсовет        | посёлок Невонка          | 2                             | 1560      | 67,63        |
| 9         | Нижнетерянский сельсовет   | посёлок Нижнетерянск     | 1                             | 480       | 9,46         |
| 10        | Новохайский сельсовет      | посёлок Новохайский      | 2                             | 1205      | 146,64       |
| 11        | Октябрьский сельсовет      | посёлок Октябрьский      | 2                             | 5637      | 99,45        |
| 12        | Осиновомысский сельсовет   | деревня Осиновый Мыс     | 1                             | 1498      | 24,1         |
| 13        | Пинчугский сельсовет       | посёлок Пинчуга          | 1                             | 2272      | 209,8        |
| 14        | Таёжнинский сельсовет      | посёлок Таёжный          | 2                             | 7000      | 93,33        |
| 15        | Такучетский сельсовет      | посёлок Такучет          | 1                             | 658       | 808,85       |
| 16        | Хребтовский сельсовет      | посёлок Хребтовый        | 1                             | 1392      | 112,82       |
| 17        | Чуноярский сельсовет       | село Чунояр              | 1                             | 2957      | 81,89        |
| 18        | Шиверский сельсовет        | посёлок Шиверский        | 1                             | 1002      | 100,09       |
| 18.000001 | межселенная территория     |                          | 3                             |           | 51 368,69    |

В 1989 году выделены Нижнетерянский сельсовет из Манзенского сельсовета, Такучетский сельсовет из Осиновомысского сельсовета, в 1991 из Хребтовского сельсовета Говорковский сельсовет, из Красногорьевского сельсовета Шиверский сельсовет.

### Населённые пункты
В Богучанском районе 29 населённых пунктов.
В сносках к названию населённого пункта указана административно-территориальная принадлежность

| Богучаны     | ↘11 232 |
| Таёжный      | ↗6048   |
| Октябрьский  | ↘5879   |
| Чунояр       | ↘2957   |
| Пинчуга      | ↘2272   |
| Ангарский    | ↗1996   |
| Манзя        | ↘1752   |
| Гремучий     | 1881    |
| Невонка      | 1736    |
| Осиновый Мыс | ↘1498   |

| Хребтовый        | ↘1392 |
| Красногорьевский | 1512  |
| Новохайский      | 1069  |
| Шиверский        | ↘1002 |
| Говорково        | ↘678  |
| Такучет          | ↘658  |
| Артюгино         | 687   |
| Карабула         | 631   |
| Нижнетерянск     | ↘480  |
| Кежек            | 275   |

| Беляки     | 234 |
| Малеево    | 144 |
| Ярки       | 128 |
| Каменка    | 55  |
| Прилуки    | 51  |
| Гольтявино | 47  |
| Иркинеево  | 45  |
| Бедоба     | 30  |
| Заимка     | 1   |

## Местное самоуправление
Богучанский районный Совет депутатов VI созыва
Дата избрания: 13.09.2020. Срок полномочий: 5 лет
Фракции
| Фракция             | Кол-во депутатов |
| ------------------- | ---------------- |
| Единая Россия       | 15               |
| ЛДПР                | 2                |
| КПРФ                | 3                |
| Справедливая Россия | 1                |
| Патриоты России     | 1                |
| Самовыдвижение      | 1                |

Председатель
- Павлюченко Ольга Анатольевна

Глава Богучанского района
- Медведев Алексей Сергеевич. Дата избрания: 8 июня 2022 года. Срок полномочий: пять лет.

## Экономика
В Богучанском районе известны месторождения газа (горючего и негорючего), каменного угля, торфа, железа, марганца, титана, ванадия, алюминия, галлия. Предварительно разведано уникальное Чуктуконское месторождение железа, марганца, редких земель, редких металлов, апатитов. Известны месторождения глин и суглинков легкоплавких для кирпича и керамзита, огнеупорных глин, песков для бетона, прочих строительных песков, песчано-гравийных материалов, камней строительных, карбонатных пород для строительной извести, гипсов и ангидритов для алебастра и строительных изделий, грунтов.
Помимо разведанных и частично разведанных месторождений, имеется значительное число проявлений, перспективных на многие виды сырья для промышленности и строительства.
Основное занятие населения — эксплуатация, вывоз и сплав леса по Ангаре.
Идёт строительство Богучанского алюминиевого завода и связанной с ним инфраструктуры, Северо-Сибирской железной дороги.

### Транспорт
Важнейшей составной частью производственной и социальной инфраструктуры района является транспорт, представленный всеми видами: железнодорожным, воздушным, речным, автомобильным.
Расстояние водного пути до города Красноярска от села Богучаны — 560 км. Гарантированные глубины на участке Ангара—Устье в селе Богучаны — 120 см.
Железнодорожный транспорт представлен частью ветки Решоты—Карабула (станции Тамтачет, Новохайская, Чунояр). Из 257 км этой ветки 110 км приходится на Богучанский район. Дорога Решоты—Карабула неэлектрифицированная, однопутная. Провозная способность железнодорожной ветки около 2,5 млн тонн (в сторону станции Карабула). Расстояние от конечной станции до районного центра — 50 км.
Главной дорогой, связывающей район с центральными районами края, является технологическая автодорога Богучаны—Абан—Канск, краевого значения, с грузооборотом в 382 млн тонно-километров.
В селе Богучаны имеется аэропорт.
30 сентября 2011 года в Богучанском районе открыт новый мост через Ангару на трассе Богучаны—Юрубчен—Байкит.

## Культура
Творческий потенциал района составляет:
- 6 коллективов художественной самодеятельности (ансамбль «Русская песня», ансамбль «Сударушка», фольклорная группа «Ангарские напевы», ансамбли «Рябинушка», «Ангарушка»);
- 5 детских хореографических коллектива (ансамбли «Радуга», «Сюрприз», «Чародейка», «Солнышко», «Шарм»)
- танцевальный фестиваль «Калейдоскоп танцев»;
- фестиваль — конкурс детского конкурса красоты «Маленькая фея»;
- межрайонный фестиваль народного творчества «Невонский праздник земли Ангарской»;
- районный конкурс «Поющее мужское братство»;
- фестиваль правобережных поселков «Мост дружбы»;

Достижения «Образцовых» и «народных» коллективов:
- Богучанский народный театр. Год создания — 1969. Год присвоения звания — 1995. Год подтверждения — 2008.
- Образцовый художественный хореографический ансамбль «Радуга». В 2009 году ансамбль принял участие во Всероссийском конкурсе имени Годенко и был награждён Дипломом 2-й степени в 2-х номинациях — «Народный» и «Современный».
- Ансамбль «Русская песня». В 2009 году ансамбль принял участие в межрайонном фестивале «Играй гармонь» в посёлке Абан, в 14-м районном фестивале народного творчества «С надеждой в сердце и верою в любовь» в городе Кодинск, в краевом фестивале «Салют Победа» в городе Бородино, где были награждены Дипломом 2=й степени.
- Хореографическому ансамблю «Солнышко» Богучанского СДК п. Геофизики в 2009 году выдано удостоверение № 33 о присуждении почётного звания «Образцовый художественный коллектив».

В 2008 году были намечены планы модернизации культуры как отрасли. Разработаны поэтапные действия по реконструкции и ремонту объектов культуры, оснащению их современным оборудованием, средствами пожаротушения.
Родившиеся в районе
- Гулидов, Владимир Николаевич — российский инженер и хозяйственный руководитель, директор Красноярского завода цветных металлов (1988—2000), лауреат Государственной премии СССР (1984). Родился 15 декабря 1941 года в селе Имба (ныне Кежемского района).

Жившие в районе
Андон Д.М.- основатель Богучанского краеведческого музея им. Д.М. Андона
- Погожев, Евгений Николаевич (псевдоним Евгений Поселянин) (1870—1931) — российский писатель и публицист, в 1924—1926 годах отбывал ссылку в Богучанах и Гольтявино.
- Бондаревский, Сергей Константинович — российский инженер-судостроитель, общественный деятель. В 1949—1950 годах находился в Богучанах в ссылке.